# Chapelle Saint-Guen de Vannes
La chapelle Saint-Guen de Vannes est une ancienne chapelle située dans la commune de Vannes dans le Morbihan.

## Historique
La chapelle est construite pour les moines du prieuré Saint-Guen, dépendant de l'abbaye Saint-Gildas de Rhuys,. 
Le prieuré est bâti au XIe siècle par le duc de Bretagne Alain III et la chapelle semble dater du XIIIe siècle.
La tradition orale du prieuré laisse à penser que Pierre Abélard aurait pu y séjourner au début du XIIe siècle. Les commissaires chargés du procès en canonisation de Vincent Ferrier y séjournent en 1453, la peste sévissant en ville
La chapelle, tout comme le prieuré, ont aujourd'hui disparu. Leur destruction date probablement de la période révolutionnaire, durant laquelle ils sont vendus comme biens nationaux en 1791.
De ce prieuré, ne reste plus que le portail de la chapelle, inscrit au titre des monuments historiques par l'arrêté du 3 avril 1939.
L'église Saint-Guen est construite, dans les années 1960, à l'emplacement du prieuré.

## Architecture
Le portail est de forme ogivale, caractéristique du style gothique. Une gravure, sur la pierre de clé, représente un écusson contenant un chevron et trois pièces buchées.